# Faca elétrica

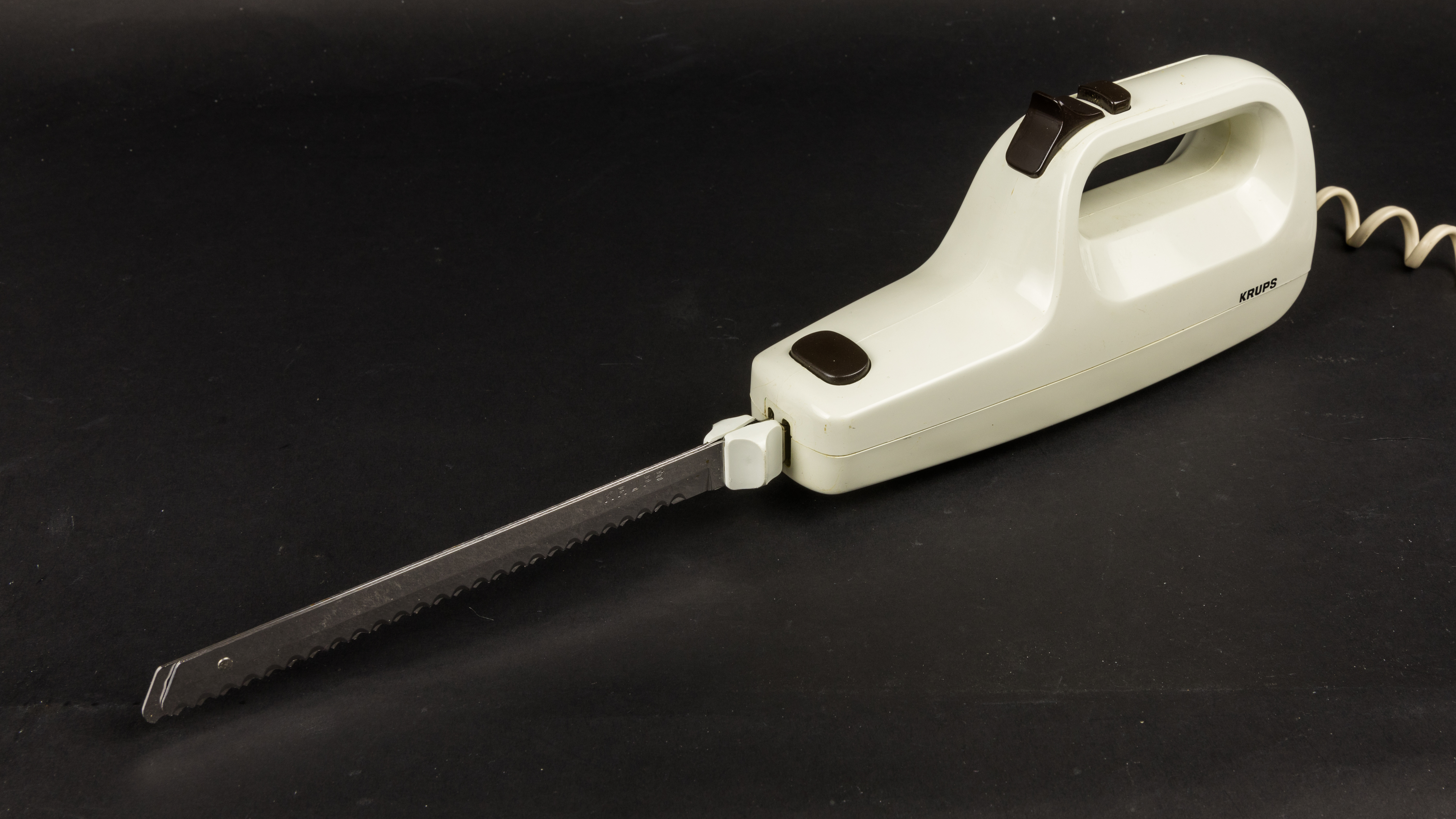
Uma faca de escultura elétrica

Uma faca de trinchar elétrica ou faca elétrica é um dispositivo elétrico de cozinha usado para fatiar alimentos. O dispositivo possui duas lâminas serrilhadas que são presas juntas. Quando o aparelho é ligado, as lâminas movem-se de forma contínua no sentido do comprimento para serrar. Elas foram populares no Reino Unido nos anos 70.

## Invenção
A invenção da faca elétrica é geralmente atribuída a Jerome L. Murray, porém existem outros requerentes, como Clem E. Kosterman, que depositou uma patente em 1939.
As facas elétricas podem ser com fio ou sem fio.

## Outros usos
Às vezes elas também são usadas para outros fins, podendo esculpir espuma de borracha de poliuretano, cortar madeira, metal e outras substâncias e materiais sólidos ou semissólidos.